# دوغلاس وايت
دوغلاس وايت (بالإنجليزية: Douglas Whyte)‏ هو فارس جنوب أفريقي، ولد في 15 نوفمبر 1971.